# Lycoriella olschwangi
Lycoriella olschwangi är en tvåvingeart som beskrevs av Werner Mohrig och Boris Mamaev 1983. Lycoriella olschwangi ingår i släktet Lycoriella och familjen sorgmyggor. Inga underarter finns listade i Catalogue of Life.